# Paul Rastoul
Paul Rastoul (Thézan-lès-Béziers, 1º ottobre 1835 – Nuova Caledonia, marzo 1875) è stato un medico e attivista francese.
Fece parte del Consiglio della Comune di Parigi.

## Biografia
Esercitò la professione di medico a Parigi verso il 1870. Durante l'assedio di Parigi entrò a far parte del 9º battaglione della Guardia nazionale e presiedette il club dei montagnardi.
Il 26 marzo 1871 fu eletto al Consiglio della Comune e sedette alla Commissione servizi. Il 9 aprile fu nominato ispettore generale delle ambulanze e il 1º maggio si oppose alla creazione del Comitato di Salute pubblica, al quale avrebbe preferito, nella situazione di emergenza in cui si trovava la città, un dittatore unico.
Arrestato durante la Settimana di sangue, fu condannato alla deportazione in Nuova Caledonia, ed esercitò come medico a Numea, ma dopo la fuga di Henri Rochefort, nel 1874, fu internato all'Isola dei Pini da dove cercò di evadere con altri 19 deportati, ma nel tentativo morirono tutti annegati.